# Spion Kop
Spion Kop – wieś w Anglii, w hrabstwie Nottinghamshire, w dystrykcie Mansfield. Leży 27 km na północ od miasta Nottingham i 200 km na północ od Londynu.